# Ормалінген
Ормалінген (нім. Ormalingen) — громада  в Швейцарії в кантоні Базель-Ланд, округ Зіссах.

## Географія
Громада розташована на відстані близько 70 км на північний схід від Берна, 11 км на схід від Лісталя.
Ормалінген має площу 6,9 км², з яких на 11,4% дозволяється будівництво (житлове та будівництво доріг), 50,9% використовуються в сільськогосподарських цілях, 37,6% зайнято лісами, 0,1% не є продуктивними (річки, льодовики або гори).

## Демографія
2019 року в громаді мешкало 2261 особа (+16,1% порівняно з 2010 роком), іноземців було 11,3%. Густота населення становила 326 осіб/км².
За віковим діапазоном населення розподілялося таким чином: 19,1% — особи молодші 20 років, 60,7% — особи у віці 20—64 років, 20,2% — особи у віці 65 років та старші. Було 962 помешкань (у середньому 2,3 особи в помешканні).
Із загальної кількості 855 працюючих 58 було зайнятих в первинному секторі, 349 — в обробній промисловості, 448 — в галузі послуг.